# Kibonge Mafu
Kibonge Mafu (Léopoldville, Congo Belga, 12 de febrero de 1945) es un exfutbolista de República Democrática del Congo que jugó en la posición de centrocampista.

## Carrera

### Club
| Periodo   | Club         |
| --------- | ------------ |
| 1965–1972 | CS Imana     |
| 1973–1980 | AS Vita Club |

### Selección nacional
Jugó para República Democrática del Congo en 24 ocasiones de 1965 a 1974, participó en cuatro ediciones de la Copa Africana de Naciones y en la Copa Mundial de Fútbol de 1974 con Zaire.

## Logros

### Club
- Linafoot (4): 1973, 1975, 1977, 1980
- Copa de Zaire (3): 1973, 1975, 1977
- Copa Africana de Clubes Campeones (1): 1973

### Selección nacional
- Copa Africana de Naciones (1): 1974